# Park Jae-jung
Đây là một tên người Triều Tiên, họ là Park.
Park Jae-jung (sinh 24 tháng 6 năm 1980) là một nam diễn viên Hàn Quốc. Anh từng vai chính trong phim truyền hình Hàn Quốc You Are My Destiny (2008) và Joseon Mystery Detective Jeong Yak-yong (2009).

## Sự nghiệp phim ảnh

### Phim truyền hình
| Năm  | Tựa phim                                  | Vai                       | Kênh |
| ---- | ----------------------------------------- | ------------------------- | ---- |
| 2007 | I Am Sam                                  | Kim Woo-jin               | KBS2 |
| 2008 | Drama City "Love Hunt Thirty Minus Three" | Seong-wook                | KBS2 |
| 2008 | You Are My Destiny                        | Kang Ho-sae               | KBS1 |
| 2008 | Don't Ask Me About the Past               | Daniel                    | OCN  |
| 2009 | Joseon Mystery Detective Jeong Yak-yong   | Jeong Yak-yong            | OCN  |
| 2009 | Nữ hoàng Seondeok                         | Sadaham                   | MBC  |
| 2010 | Ngôi nhà cà phê                           | Kim Dong-wook             | SBS  |
| 2012 | God's Quiz - Season 3                     | Park Jong-min (khách mời) | OCN  |
| 2013 | Sincerity Moves Heaven                    | Ahn Jung-hyo              | KBS1 |
| 2013 | The Firstborn                             | Lee In-ho                 | jTBC |
| 2014 | Make a Wish                               | Jang Hyun-woo             | MBC  |

### Phim điện ảnh
| Năm  | Tựa phim        | Vai       |
| ---- | --------------- | --------- |
| 2010 | Try to Remember | Eun-gyo   |
| 2014 | Sketch          | Chang-min |

### Đa chương trình
| Năm  | Tên chương trình                                  | Kênh        |
| ---- | ------------------------------------------------- | ----------- |
| 2006 | Survival Star Audition                            | KBS2        |
| 2009 | Sang Sang Plus                                    | KBS2        |
| 2009 | We Got Married - Season 2                         | MBC         |
| 2009 | Sunday Night - Omona, Star Theater of the Absurd! | MBC         |
| 2012 | Couple - Star Love Village                        | SBS         |
| 2012 | Jewelry House                                     | MBC         |
| 2012 | The World Is Delicious                            | KBS2        |
| 2012 | Infinity Girls                                    | MBC Every 1 |
| 2013 | Let's Go Dream Team! Season 2                     | KBS2        |

### Phim ca nhạc
| Năm  | Tên bài hát        | Nghệ sĩ                        |
| ---- | ------------------ | ------------------------------ |
| 2007 | "Farewell Trip"    | Yurisangja song ca Bae Seul-ki |
| 2007 | "Time to Break Up" | Soul Star                      |
| 2007 | "Woman vs. Woman"  | MC the Max                     |
| 2008 | "Drift Apart"      | Sweet Sorrow                   |
| 2010 | "Farewell Story"   | Wax                            |
| 2010 | "Love Is Pathetic" | Ahn Jin-kyung                  |

## Rạp
| Năm  | Tên                                    | Vai           |
| ---- | -------------------------------------- | ------------- |
| 2010 | 혜화동 1번지 페스티벌 - 여기가 1번지다 | Bill          |
| 2010 | The Tale of Chunhyang                  | Lee Mongryong |
| 2010 | The Great Catsby                       | Catsby        |

## Giải thưởng và Đề cử
| Năm  | Giải                             | Thể loại                 | Hoạt động đề cử    | Kết quả   |
| ---- | -------------------------------- | ------------------------ | ------------------ | --------- |
| 2008 | 3rd Asia Model Festival Awards   | CF Model Award           | —                  | Đoạt giải |
| 2008 | 2nd Korea Drama Awards           | Netizen Popularity Award | You Are My Destiny | Đề cử     |
| 2008 | KBS Drama Awards                 | Best New Actor           | You Are My Destiny | Đề cử     |
| 2010 | 4th Cable TV Broadcasting Awards | Star of the Year         | Jeong Yak-yong     | Đoạt giải |